# Jürgen Sparwasser
Jürgen Sparwasser (Halberstadt, 4 de juny de 1948) és un exfutbolista de la República Democràtica Alemanya de la dècada de 1970 i posteriorment breument entrenador de futbol.

## Trajectòria esportiva
Començà la seva trajectòria als equips inferiors del Lokomotive Halberstadt de la seva ciutat natal el 1956. El 1965 ingressà a l'1. FC Magdeburg on romangué la resta de la seva trajectòria. Debutà amb el primer equip el gener de 1966. L'any 1979 es retirà després d'una lesió de maluc jugant un total de 271 partits de lliga i marcant 111 gols. Després que el Magdeburg descendí a la segona divisió al final de la temporada 1965-66, Sparwasser fou part de l'equip que assolí l'ascens la temporada següent, marcant 22 gols en 27 partits. També disputà 40 partits en diverses competicions europees. Fou part de l'equip que guanyà la Recopa d'Europa de futbol el 1974.
Entre 1969 i 1977 disputà 49 partits amb la RDA, marcant 14 gols. Participà en els Jocs Olímpics de 1972, on disputà 7 partits i marcà 5 gols, guanyant la medalla de bronze. També participà en el Mundial de 1974, marcant un gol en la victòria de la seva selecció sobre la República Federal Alemanya.
Un cop acabada la seva carrera de futbolista treballà breument d'entrenador, com assistent a l'Eintracht Frankfurt el 1988 i 1989 i entrenador del SV Darmstadt 98 el 1990 i 1991.

## Palmarès
1. FC Magdeburg
- Lliga de la RDA de futbol: 3
  - 1971-72, 1973-74, 1974-75
- Copa de la RDA de futbol: 4
  - 1968-69, 1972-73, 1977-78, 1978-79
- Recopa d'Europa de futbol: 1
  - 1973-74

Selecció de la RDA
- Medalla de bronze als Jocs Olímpics d'Estiu: 1
  - 1972

## Gols internacionals
| 1.    | 9 de juliol de 1969    | Ostseestadion, Rostock, RDA                     | R. Àrab Unida              | 7-0 | Victòria | Amistós                     |
| 2.    | 9 de juliol de 1969    | Ostseestadion, Rostock, RDA                     | R. Àrab Unida              | 7-0 | Victòria | Amistós                     |
| 3.    | 19 de desembre de 1969 | Estadi Nacional, El Caire, República Àrab Unida | R.Àrab Unida               | 1-3 | Victòria | Amistós                     |
| 4.    | 16 d'agost de 1971     | Estadio Jalisco, Guadalajara (Mèxic)            | Mèxic                      | 0-1 | Victòria | Amistós                     |
| 5.    | 7 d'octubre de 1972    | Stadion Dresden, Dresden, RDA                   | Finlàndia                  | 5-0 | Victòria | Classificació Copa Món 1974 |
| 6.    | 7 d'octubre de 1972    | Stadion Dresden, Dresden, RDA                   | Finlàndia                  | 5-0 | Victòria | Classificació Copa Món 1974 |
| 7.    | 8 d'abril de 1973      | Ernst Grube Stadium, Magdeburg, RDA             | Albània                    | 2-0 | Victòria | Classificació Copa Món 1974 |
| 8.    | 13 de novembre de 1973 | Qemal Stafa Stadium, Tirana, Albània            | Albània                    | 1-4 | Victòria | Classificació Copa Món 1974 |
| 9.    | 23 de maig de 1974     | Ostseestadion, Rostock, RFA                     | Noruega                    | 1-0 | Victòria | Amistós                     |
| 10.   | 22 de juny de 1974     | Volksparkstadion, Hamburg, RFA                  | República Federal Alemanya | 1-0 | Victòria | Copa del Món de futbol 1974 |
| 11.   | 16 de novembre de 1974 | Parc des Princes, París, França                 | França                     | 2-2 | Empat    | Classificació Eurocopa 1974 |
| 12.   | 29 de juliol de 1975   | Varsity Stadium, Toronto, Canadà                | Canadà                     | 0-3 | Victòria | Amistós                     |
| 13.   | 28 de juliol de 1977   | Zentralstadion, Leipzig, RDA                    | URSS                       | 2-1 | Victòria | Amistós                     |
| 14.   | 29 d'octubre de 1977   | Karl-Liebknecht-Stadion, Babelsberg, RDA        | Malta                      | 9-0 | Victòria | Classificació Copa Món 1978 |
| [ 6 ] |                        |                                                 |                            |     |          |                             |